# 825 Tanina
A 825 Tanina (ideiglenes jelöléssel 1916 ZL) a Naprendszer kisbolygóövében található aszteroida. Grigorij Neujmin fedezte fel 1916. március 27-én.